# Société Saint-Thomas-d'Aquin
 (septembre 2014).
Si vous disposez d'ouvrages ou d'articles de référence ou si vous connaissez des sites web de qualité traitant du thème abordé ici, merci de compléter l'article en donnant les références utiles à sa vérifiabilité et en les liant à la section « Notes et références ».
 (septembre 2014).
La Société Saint-Thomas-d'Aquin représente les Acadiens et les Francophones de l'Île-du-Prince-Édouard, au Canada. Fondé en 1919, l'organisme compte 1 200 membres.

## Ses débuts

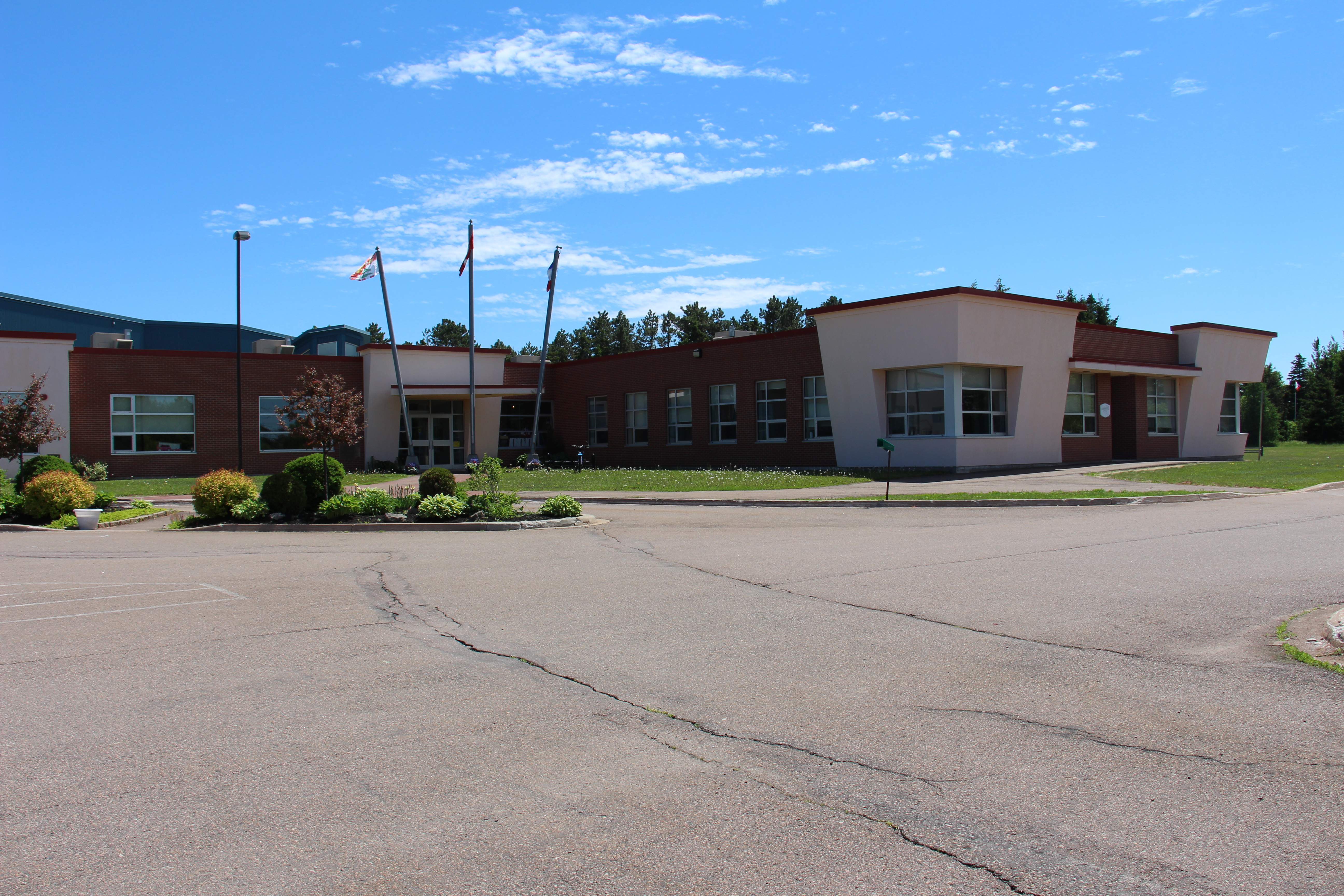
La Société Saint-Thomas-D'Aquin

Les congrès de l'Association des instituteurs acadiens produisent, en quelque sorte, la Société Saint-Thomas-d'Aquin, organisme appelé à devenir le principal porte-parole de la communauté acadienne insulaire.

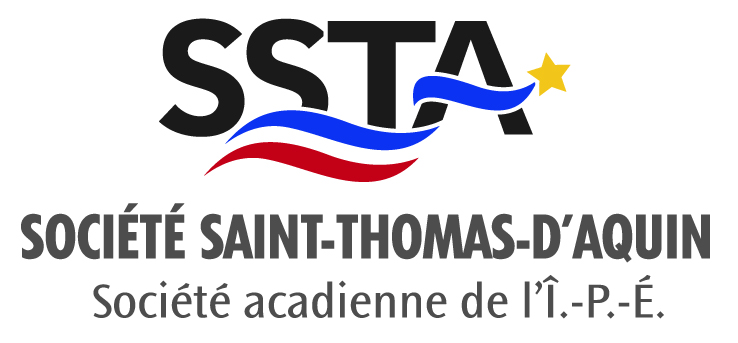
Logo de la SSTA

Elle est née lors du congrès de 1919, tenu dans la paroisse de Bloomfield, dans le cadre d'une réunion publique convoquée le soir du 28 août, et où l'on doit discuter de la fondation d'une société chargée du «prélèvement de fonds destinés à l'éducation de la jeunesse acadienne ».
Le grand besoin d'un tel organisme se fait sentir chez les congressistes sachant pertinemment que la majorité des Acadiens, petits fermiers et pêcheurs de métier, n'ont pas les moyens de faire instruire leurs nombreux enfants dans les collèges et les couvents. Et pourtant, la population acadienne a un urgent besoin de gens instruits capables de contribuer à l'épanouissement et à la conservation de sa culture.

## Sa mission
Travailler pour que tout Acadien, toute Acadienne et francophone puisse vivre et s'épanouir, individuellement et collectivement, en français à l'Île-du-Prince-Édouard.
Outre la distribution de bourses, la Société Saint-Thomas-d'Aquin offre des subventions aux écoles acadiennes pour l'achat de livres français destinés à leurs bibliothèques. Elle distribue aussi des centaines de volumes provenant de dons des sociétés patriotiques canadienne-françaises et abonne les écoles au journal L'Évangéline (1887-1982) – tout cela dans le but d'encourager la lecture française.
Avec les années, la Société étend son œuvre et son action de sorte qu'elle devient le principal porte-parole de la communauté acadienne.

## Ses buts
1. de regrouper les Acadiens, Acadiennes et francophones de l'Île-du-Prince-Édouard ;
2. de représenter la communauté acadienne et francophone auprès des instances provinciale, nationale et internationale et de revendiquer leurs droits ;
3. d'établir et d'administrer un fonds devant servir d'aide financière aux étudiants acadiens et francophones de l'Île-du-Prince-Édouard ;
4. de voir à ce qu'il y ait une gamme complète de programmes et des services visant à promouvoir le développement de la communauté acadienne de l'Île-du-Prince-Édouard dans tous les secteurs ;
5. de resserrer des liens avec les autres communautés de l'Île-du-Prince-Édouard, du Canada et des pays étrangers.

## Ses partenaires

### Les comités régionaux
Les six comités régionaux de la Société Saint-Thomas-d'Aquin sont répartis dans les régions d'un bout à l'autre de la province. Chacun de ceux-ci rassemble les Acadiens, Acadiennes et francophones dans sa région, organise des activités et offre des services en français afin de promouvoir la langue française et la culture acadienne. Comme la SSTA, les comités régionaux ont comme but de voir à augmenter la qualité de vie pour les Acadiens, Acadiennes et francophones.
Prince Ouest : Le Conseil Rév. S.-E.-Perrey
Summerside : La Belle-Alliance ltée
Évangéline : Le Conseil scolaire-communautaire Évangeline (CSCÉ)
Charlottetown : Le Carrefour de l'Isle-Saint-Jean
Rustico : Le Conseil acadien de Rustico
Région de l'Est : Le Comité acadien et francophone de l'Est (CAFE)